# ماركوس بيج
ماركوس بيج (بالإنجليزية: Marcus Paige)‏ مواليد 11 سبتمبر 1993 في سيدار رابيدز، هو لاعب كرة سلة أمريكي. بدأ مسيرته الاحترافية في سنة 2016. تم اختياره من قبل فريق بروكلين نتس خلال الدرافت. يلعب في دوري الرابطة الوطنية لفئة التطوير كلاعب هجوم خلفي. يحمل الرقم 4. يبلغ طوله 6 قدم 0 بوصة (1.8 م). لعب كرة السلة الجامعية في جامعة ولاية كارولينا الشمالية في تشابل هيل.

## روابط خارجية
- ماركوس بيج على موقع إن بي أي (الإنجليزية)
- ماركوس بيج على موقع سبورتس رفرنس (الإنجليزية)
- ماركوس بيج على موقع كرة السلة الأوروبية.كوم (الإنجليزية)
- ماركوس بيج على موقع كلية كرة السلة في سبورتس رفرنس.كوم (الإنجليزية)
- ماركوس بيج على موقع ريلجم (الإنجليزية)
- ماركوس بيج على موقع بروبوليرز (الإنجليزية)
- ماركوس بيج على موقع سبورتس رفرنس (الإنجليزية)
- ماركوس بيج على موقع سبورتس رفرنس (الإنجليزية)